# Zboczenie nawigacyjne
Zboczenie nawigacyjne - długość łuku równoleżnika na danej szerokości geograficznej zawarta między określonymi dwoma południkami i wyrażona w milach morskich.
Zboczenie możemy obliczyć ze wzoru:
a = Δλ·cosφ
gdzie:
a - zboczenie nawigacyjne
Δλ - różnica długości geograficznej, wyrażona w minutach kątowych
φ - szerokość geograficzna, dla której dokonujemy obliczeń